# Henryk Hudzik
Henryk Teodor Hudzik (ur. 16 marca 1945 w Kelcin Hawel w Niemczech, zm. 2 marca 2019 w Poznaniu) – polski matematyk.

## Życiorys
Syn Marcina i Jadwigi. W 1972 ukończył studia matematyczne na Uniwersytecie im. Adama Mickiewicza w Poznaniu, tam w 1977 obronił pracę doktorską O uogólnionych przestrzeniach Orlicza-Sobolewa, napisaną pod kierunkiem Juliana Musielaka, habilitował się w 1986, w 1994 otrzymał tytuł profesora nauk matematycznych. W latach 1990–1993 był dziekanem Wydziału Matematyki i Fizyki UAM, w latach 1989-1992 był prezesem Oddziału Poznańskiego Polskiego Towarzystwa Matematycznego. Od 2007 był redaktorem naczelnym pisma Commentationes Mathematicae.
W swoich badaniach zajmował się analizą matematyczną i funkcjonalną, geometrią przestrzeni Banacha oraz metryczną teorią punktu stałego.
W 1986 otrzymał Nagrodę im. Stefana Banacha, w 2013 został odznaczony Krzyżem Kawalerskim Orderu Odrodzenia Polski.
Należał do Akademickiego Klubu Obywatelskiego im. Prezydenta Lecha Kaczyńskiego w Poznaniu.